# Vladislavs Gutkovskis
Vladislavs Gutkovskis (ur. 2 kwietnia 1995 w Rydze) – łotewski piłkarz, występujący na pozycji napastnika. Od 2016 reprezentant Łotwy w rozgrywkach międzynarodowych. Dwukrotnie wybierany był Piłkarzem Roku na Łotwie (2021, 2022).

## Kariera klubowa
Grę w piłkę nożną rozpoczął z inicjatywy ojca i dziadka w wieku 9 lat w Rīgas Futbola skola. W wieku 15 lat przeniósł się do akademii Skonto FC. Latem 2011 roku został wypożyczony do klubu satelickiego JFK Olimps/RFS, trenowanego przez Tamaza Pertię. 17 lipca 2011 zadebiutował w Virslīdze w przegranym 0:3 spotkaniu z FK Liepājas Metalurgs, w którym otrzymał dwie żółte kartki. W sezonie 2011, w którym zanotował 13 ligowych występów, JFK Olimps/RFS zajął ostatnią lokatę w tabeli i po przegranym barażu z FK Spartaks Jurmała spadł do 1. līgi.
Przed rozpoczęciem sezonu 2012 Gutkovskis powrócił do Skonto FC, gdzie trener Marians Pahars umieścił go w drużynie rezerw. W 2013 roku przesunięto go kadry pierwszego zespołu. 25 października 2013 zdobył pierwszego gola w łotewskiej ekstraklasie w meczu przeciwko FK Liepājas Metalurgs (2:1). W sezonie 2014 został królem strzelców ligi, zdobywając w 34 spotkaniach 28 bramek. Tym samym jest on piłkarzem, który uzyskał najwięcej trafień dla Skonto FC w jednym sezonie. W okresie od maja do czerwca 2014 zdobył co najmniej jednego gola w 9 ligowych meczach z rzędu, czym pobił rekord Aleksandrsa Jeļisejevsa z sezonu 1993. W marcu 2015 roku został zaproszony przez Everton FC na obóz treningowy zespołu U-21. Latem 2015 roku zadebiutował w europejskich pucharach w rozgrywkach Ligi Europy 2015/16. W 4 spotkaniach fazy eliminacyjnej przeciwko St. Patrick’s Athletic FC (4:1 w dwumeczu) i Debreceni VSC (4:11 w dwumeczu) zdobył on dwie bramki. W grudniu 2015 roku odbył testy w Rangers FC, jednak trener Mark Warburton nie zdecydował się go zatrudnić. Przed sezonem 2016, po karnej relegacji Skonto FC do 1. līgi, spowodowanej niewypłacalnością, zdecydował się odejść z klubu.
W lutym 2016 roku podpisał czteroipółletnią umowę z Termalicą Bruk-Bet Nieciecza, prowadzoną przez Piotra Mandrysza. 2 kwietnia 2016 zadebiutował w Ekstraklasie w przegranym 0:1 meczu z Koroną Kielce. W rundzie wiosennej sezonu 2015/16, w której zanotował 7 gier bez zdobytego gola, pełnił rolę rezerwowego skrzydłowego. Przed sezonem 2016/17 został przez trenera Czesława Michniewicza przesunięty na pozycję napastnika i rozpoczął od tego momentu regularne występy. 18 lipca 2016 w spotkaniu przeciwko Arce Gdynia (2:0) zdobył pierwszą bramkę w polskiej lidze. Po sezonie 2017/18 zajął z Bruk-Bet Termalicą przedostatnie miejsce w tabeli i spadł z tym klubem do I ligi.
Od 2020 do 2023 r. występował w barwach Rakowa Częstochowa, z którym w sezonie 2020/2021 oraz 2021/2022 zdobył dwukrotnie wicemistrzostwo Polski i Puchar Polski. W meczach Pucharu Polski w sezonie 2020/2021 zdobył 5 goli, zostając królem strzelców. W 2022 r. zdobył Superpuchar Polski. W sezonie 2022/2023 zdobył z klubem mistrzostwo Polski. 11 lipca 2023 został piłkarzem południowokoreańskiego klubu Daejeon Citizen. 

## Kariera reprezentacyjna
W latach 2011–2016 występował w juniorskich i młodzieżowych reprezentacjach Łotwy w kategorii U-17, U-19 oraz U-21.
We wrześniu 2016 roku otrzymał od selekcjonera Mariansa Paharsa pierwsze powołanie do seniorskiej reprezentacji Łotwy na mecze eliminacji Mistrzostw Świata 2018 z Wyspami Owczymi oraz Węgrami. 7 października 2016 zadebiutował w drużynie narodowej w przegranym 0:2 spotkaniu przeciwko Wyspom Owczym, w którym został zmieniony w 64. minucie przez Ģirtsa Karlsonsa.

## Statystyki

### Klubowe
(aktualne na dzień 18 listopada 2023)
| Klub                   | Sezon              | Liga               | Liga  | Liga   | Puchar kraju | Puchar kraju | Puchary Europejskie | Puchary Europejskie | Inne  | Inne   | Suma  | Suma   |
| Klub                   | Sezon              | Liga               | Mecze | Bramki | Mecze        | Bramki       | Mecze               | Bramki              | Mecze | Bramki | Mecze | Bramki |
| ---------------------- | ------------------ | ------------------ | ----- | ------ | ------------ | ------------ | ------------------- | ------------------- | ----- | ------ | ----- | ------ |
| JFK Olimps Ryga (wyp.) | 2011               | Virsliga           | 13    | 0      | –            | –            | –                   | –                   |       |        | 13    | 0      |
| JFK Olimps Ryga (wyp.) | Ogólnie            | Ogólnie            | 13    | 0      | 0            | 0            | 0                   | 0                   |       |        | 13    | 0      |
| Skonto FC II           | 2012               | 1. liga            | 23    | 10     | –            | –            | –                   | –                   | –     | –      | 23    | 10     |
| Skonto FC II           | 2013               | 1. liga            | 11    | 4      | –            | –            | –                   | –                   | –     | –      | 11    | 4      |
| Skonto FC              | 2013               | Virsliga           | 7     | 1      | 3            | 3            | –                   | –                   | –     | –      | 10    | 4      |
| Skonto FC              | 2014               | Virsliga           | 34    | 28     | 2            | 0            | –                   | –                   | –     | –      | 36    | 28     |
| Skonto FC              | 2015               | Virsliga           | 22    | 10     | 1            | 1            | 4                   | 2                   | –     | –      | 27    | 13     |
| Skonto FC              | Ogólnie            | Ogólnie            | 97    | 53     | 6            | 4            | 4                   | 2                   | 0     | 0      | 107   | 59     |
| Bruk-Bet Termalica     | 2015/16            | Ekstraklasa        | 7     | 0      | –            | –            | –                   | –                   | –     | –      | 7     | 0      |
| Bruk-Bet Termalica     | 2016/17            | Ekstraklasa        | 31    | 8      | 1            | 0            | –                   | –                   | –     | –      | 32    | 8      |
| Bruk-Bet Termalica     | 2017/18            | Ekstraklasa        | 20    | 3      | 2            | 1            | –                   | –                   | –     | –      | 22    | 4      |
| Bruk-Bet Termalica     | 2018/19            | I liga             | 25    | 9      | 0            | 0            | –                   | –                   | –     | –      | 25    | 9      |
| Bruk-Bet Termalica     | 2019/20            | I liga             | 25    | 12     | 1            | 0            | –                   | –                   | –     | –      | 26    | 12     |
| Bruk-Bet Termalica     | Ogólnie            | Ogólnie            | 108   | 32     | 4            | 1            | 0                   | 0                   | 0     | 0      | 112   | 33     |
| Raków Częstochowa      | 2020/21            | Ekstraklasa        | 29    | 7      | 6            | 5            | –                   | –                   | –     | –      | 35    | 12     |
| Raków Częstochowa      | 2021/22            | Ekstraklasa        | 29    | 9      | 6            | 3            | 6                   | 1                   | –     | –      | 41    | 13     |
| Raków Częstochowa      | 2022/23            | Ekstraklasa        | 32    | 8      | 4            | 0            | 6                   | 1                   | 1     | 0      | 43    | 9      |
| Raków Częstochowa      | Ogólnie            | Ogólnie            | 90    | 24     | 16           | 8            | 12                  | 2                   | 1     | 0      | 119   | 34     |
| Daejeon Citizen        | 2023               | K League 1         | 3     | 0      | 0            | 0            | –                   | –                   | –     | –      | 3     | 0      |
| Ogólnie w karierze     | Ogólnie w karierze | Ogólnie w karierze | 311   | 109    | 26           | 13           | 16                  | 4                   | 1     | 0      | 354   | 126    |

## Sukcesy

### Klubowe

#### Raków Częstochowa
- Mistrzostwo Polski: 2022/2023[23]
- Wicemistrzostwo Polskiː 2020/2021, 2021/2022
- Puchar Polski: 2020/2021, 2021/2022
- Superpuchar Polski: 2022

### Indywidualne
- Król strzelców Virslīgi: 2014 (28 goli)
- Najlepszy napastnik Virslīgi: 2014[8]
- Król strzelców Pucharu Polski: 2020/2021 (5 goli)

### Wyróżnienia
- Piłkarz roku na Łotwie: 2021[24], 2022[1]